# Montevideo City Torque

Logo da equipe usado de 2007 até 2020 quando o clube mudou de nome e escudo

O Montevideo City Torque é um clube de futebol uruguaio sediado em Montevidéu, fundado em dezembro de 2007, sendo um dos últimos clubes a serem fundados no país. Imediatamente inscreveu-se na Associação Uruguaia de Futebol para participar na temporada 2008/2009 da categoria inferior da escala, a Segunda Divisão Amateur. O time pertence ao grupo City Football Group, o mesmo do Manchester City.
No dia 23 de janeiro de 2020, o Clube Atlético Torque mudou de nome e escudo para Montevideo City Torque seguindo o padrão adotado pelo grupo controlador do clube assim como Manchester City da Inglaterra, Girona da Espanha, Melbourne City da Austrália, New York City dos EUA, Yokohama F. Marinos do Japão e Mumbai City da Índia.

## Títulos
| Nacionais | Nacionais                        | Nacionais | Nacionais  |
|           | Competição                       | Títulos   | Temporadas |
| --------- | -------------------------------- | --------- | ---------- |
| Uruguai   | Campeonato Uruguaio - 2ª Divisão | 2         | 2017, 2019 |
| Uruguai   | Campeonato Uruguaio - 3ª Divisão | 1         | 2012       |

## Elenco atual
- Atualizado em 28 de Janeiro de 2022.[5]

Legenda
- : Capitão
- : Jogador lesionado/contundido
- +: Jogador em fase final de recuperação
- +: Jogador que volta de lesão/contusão
- : Jogador suspenso